# Daniela Castelo
Daniela Castelo (Buenos Aires, 8 de outubro de 1968 – Buenos Aires, 2 de fevereiro de 2011) foi uma jornalista argentina.

## Vida
Filha mais velha de Adolfo Castelo (1940–2004). Ela cursou o ensino médio no Liceo Nacional 9 em Buenos Aires. Ela se formou em psicologia na Universidade de Buenos Aires.
Em 1987 começou a trabalhar como produtora de La Noticia Rebelde, um programa histórico dirigido por seu pai. Em 1989 assinou contrato com a América 2 como produtora do programa Crema Americana , apresentado por Juan Castro, Pato Galván e Ari Paluch.
Trabalhou pela primeira vez na rádio com o pai no programa Uno por semana da Rádio Continental .
Em abril de 2008, com a colaboração da irmã Carla Castelo e do jornalista Jorge Bernárdez, apresentou No se lo digas a nadie , programa de análise de mídia na Rádio Nacional, às segundas-feiras das 0h30 às 14h00. A partir de julho de 2010, dirigiu o programa Prófugos de la noticia na Nacional Rock FM 93,7 de segunda a sexta, das 17h às 19h.
Em novembro de 2010, ela enviou para publicação uma biografia de seu pai escrita com sua irmã Carla.

Na noite de 2 de fevereiro de 2011, Daniela sofreu um aneurisma cerebral e foi internada no pronto-socorro da clínica Bazterrica em Buenos Aires, onde sofreu uma parada cardíaca e morreu.